# Richard Jackson junior
Richard Jackson junior (* 3. Juli 1764 in Providence, Colony of Rhode Island and Providence Plantations; † 18. April 1838 ebenda) war ein US-amerikanischer Politiker.
Jackson besuchte Schulen von Providence und Pomfret, Connecticut. Später arbeitete er in einem Handelsunternehmen und ging der Baumwollherstellung nach. Von 1800 bis 1838 war er Präsident der Washington Insurance Co. in Providence.
Jackson wurde als Föderalist in den 10. US-Kongress gewählt. Die Wahl war nötig geworden, um den durch den Tod von Nehemiah Knight vakant gewordenen Sitz neu zu besetzen. Jackson wurde in die drei nachfolgenden Kongresse wiedergewählt und vertrat so vom 11. November 1808 bis zum 3. März 1815 den Bundesstaat Rhode Island im US-Repräsentantenhaus. Er entschied sich, bei den Kongresswahlen 1814 nicht zu Wiederwahl anzutreten. Daneben war er von 1809 bis 1838 Kurator der Brown University.
Sein Sohn Charles schlug ebenfalls eine politische Laufbahn ein. Unter anderem war er von 1845 bis 1846 Gouverneur von Rhode Island.